# Sylvester (Wisconsin)
Sylvester es un pueblo ubicado en el condado de Green en el estado estadounidense de Wisconsin. En el Censo de 2010 tenía una población de 1004 habitantes y una densidad poblacional de 10,8 personas por km².

## Geografía
Sylvester se encuentra ubicado en las coordenadas 42°38′22″N 89°32′38″O / 42.63944, -89.54389. Según la Oficina del Censo de los Estados Unidos, Sylvester tiene una superficie total de 92.94 km², de la cual 92.94 km² corresponden a tierra firme y (0%) 0 km² es agua.

## Demografía
Según el censo de 2010, había 1004 personas residiendo en Sylvester. La densidad de población era de 10,8 hab./km². De los 1004 habitantes, Sylvester estaba compuesto por el 98.41% blancos, el 0.6% eran afroamericanos, el 0% eran amerindios, el 0.3% eran asiáticos, el 0% eran isleños del Pacífico, el 0% eran de otras razas y el 0.7% pertenecían a dos o más razas. Del total de la población el 0.4% eran hispanos o latinos de cualquier raza.